# The Haunting of Helena
The Haunting of Helena ist ein italienischer Horrorfilm aus dem Jahr 2012.

## Inhalt
Nach der Trennung von ihrem Mann zieht Sophia mit ihrer Tochter Helena in eine neue Wohnung. Im Keller finden sie einen Schrank, der wohl den Vormietern gehört hat und den Helena in ihrem Zimmer haben möchte. Als Helena ihren ersten Milchzahn verliert, erzählt Sophia ihr die Geschichte der Zahnfee, nicht ahnend, dass in dem alten Schrank der Geist einer Frau haust, die unbedingt ihre Zähne wieder haben will. Im Verlauf erfährt man, dass der Ehemann dieser Frau ihr die Zähne gezogen und sie dann zum Sterben in den Schrank gesperrt hat.
Nachdem Sophia und Helena einen Autounfall haben, benimmt sich das kleine Mädchen zunehmend seltsamer und erzählt von der Zahnfee, die in ihrem Schrank lebt. Besorgt um die geistige Gesundheit ihrer Tochter wendet Sophia sich an Patrick, den Arzt im Krankenhaus und Dr. Fabiano, der die Vorgeschichte des Schrankes und der Wohnung kennt. Sowohl Helena als auch Sophia sehen zunehmend Dinge, die ihr Umfeld an Wahnvorstellungen glauben lassen. Nach einer Konfrontation mit der Zahnfee ist Helena schwer traumatisiert und spricht nicht mehr. Robert, Sophias Ex-Mann und Helenas Vater, will seine Tochter zu sich nehmen und mit ihr das Land verlassen. Um dies zu erreichen, berichtet er Patrick von der Schizophrenie in der Familie seiner Frau.
Nur Stück für Stück entwirrt sich die Geschichte um die „Zahnfee“, ihren Mann und ihre Tochter. Für einige der Involvierten leider zu spät.

## Kritik
Das Lexikon des Internationalen Films urteilte: „Elegant inszenierter Horrorfilm, der die Geistergeschichte dezent modernisiert und auf eine unheilvolle Atmosphäre und dräuende Erwartung setzt.“